# Armstrong Siddeley
Armstrong Siddeley (Армстронг Сіддлі) — з 1919 року британський виробник представницьких автомобілів та авіаційних двигунів. Штаб-квартира знаходиться в Ковентрі. У 1935 році об'єдналася з компанією Hawker Aircraft, а в 1960 році — з Bristol Aero Engines. 1966 року була придбана компанією Rolls-Royce. Сьогодні бренд Armstrong Siddeley належить Armstrong Siddeley Owners Club Ltd.

## Armstrong
У 1846 році британський інженер Вільям Джордж Армстронг засновує фірму Newcastle Cranage Co, яка починає займатися гідравлічною інженерією, виробляє крани, мости та іншу техніку. Через рік Армстронг реорганізує свою фірму і перейменує її в W.G. Armstrong and Co, в тому ж 1847 році фірма будує перший локомотив.
У 1859 році за допомогою уряду він засновує фірму Elswick Ordnance Co, яка повинна займатися проєктуванням та виготовленням гармат. 1863 року W.G. Armstrong and Co і Elswick Ordnance Co зливаються в одну фірму, яка отримує назву Sir W.G. Armstrong and Co.
У 1882 році фірма злилася з судноверф'ю Чарльза Мітчелла і стала носити ім'я Sir William Armstrong, Mitchell and Co. Ltd, в 1897 році об'єднується з конструкторською фірмою Джозефа Вітворта, і відтепер носить ім'я Sir W.G. Armstrong, Whitworth & Co Ltd. Концерн виготовляв зброю, крани і судна, так судна у цієї фірми замовляли військові Японії, Аргентини, Австро-Угорщини та Росії. У Росію поставили в кінці 19 століття три криголами: два на Волгу і третій залізницею переправили на озеро Байкал, до речі, криголам називався також «Байкал». Німці ж до початку Першої світової війни отримали близько 35 вантажних суден з цієї верфі. 1900 року, через кілька днів після Різдва, магнат сер Армстронг помер у віці 90 років, так що до автомобільного виробництва відношення не має.
У 1902 році починається розширення виробничих площ для виробництва автомобілів і вантажівок, тоді ж з'являється перший автомобіль, який носить ім'я Armstrong 8HP, на який ставився мотор фірми International. Крім того, ці машини видавала за свої і фірма Roots Oil Motor and Motor Car Co, яка продавала їх до 1906 року.

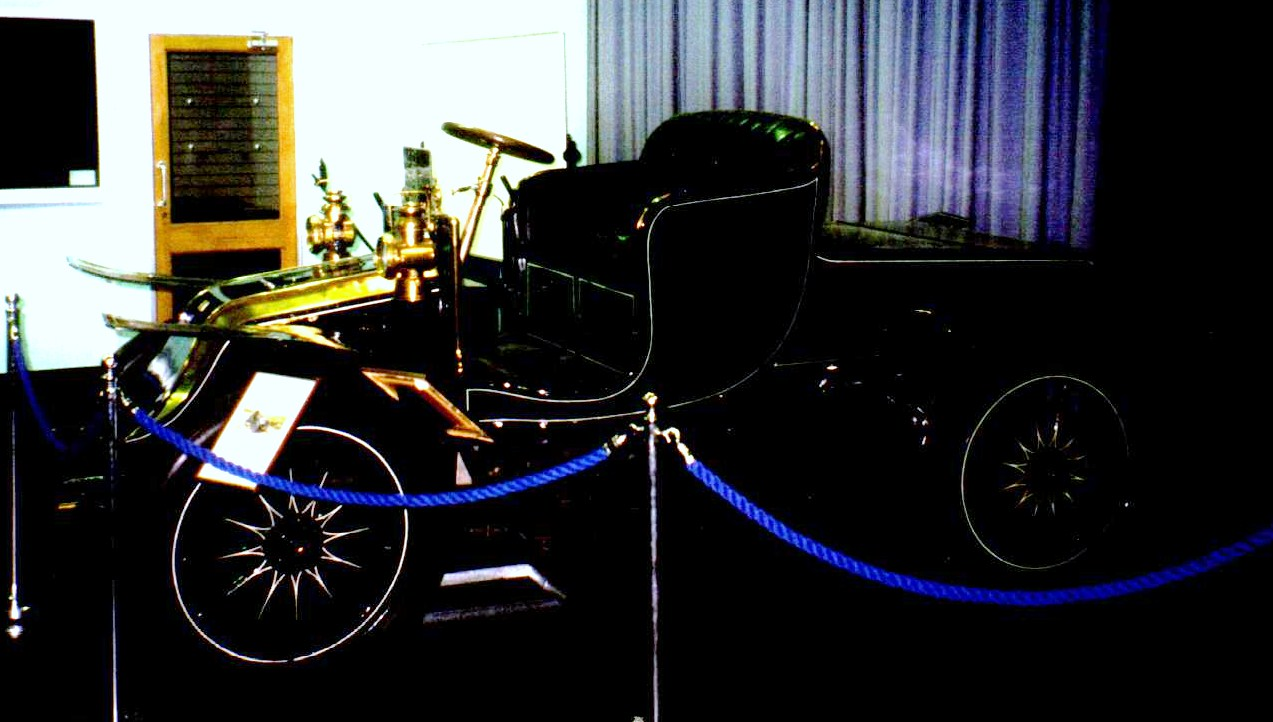
Wilson-Pilcher 12/14HP

Через два роки з'являються нові моделі, які продавалися під маркою Wilson-Pilcher. Ці машини були для тих часів цілком прогресивні, так модель 12/14НР мала мотор об'ємом 2,7 літра при чотирьох циліндрах, а модель 18/24НР оснащувалася 4-літровим шестициліндровим мотором. Особливість конструкції моторів була в тому, що маховик знаходився спереду, а не позаду, коробка передач була чотирьохступінчастою преселективною, і з'єднувалася вона з заднім мостом за допомогою кардана. До речі, конструктор цієї машини, Вілсон, прославився пізніше як один із винахідників першого танка.

## Armstrong-Whitworth

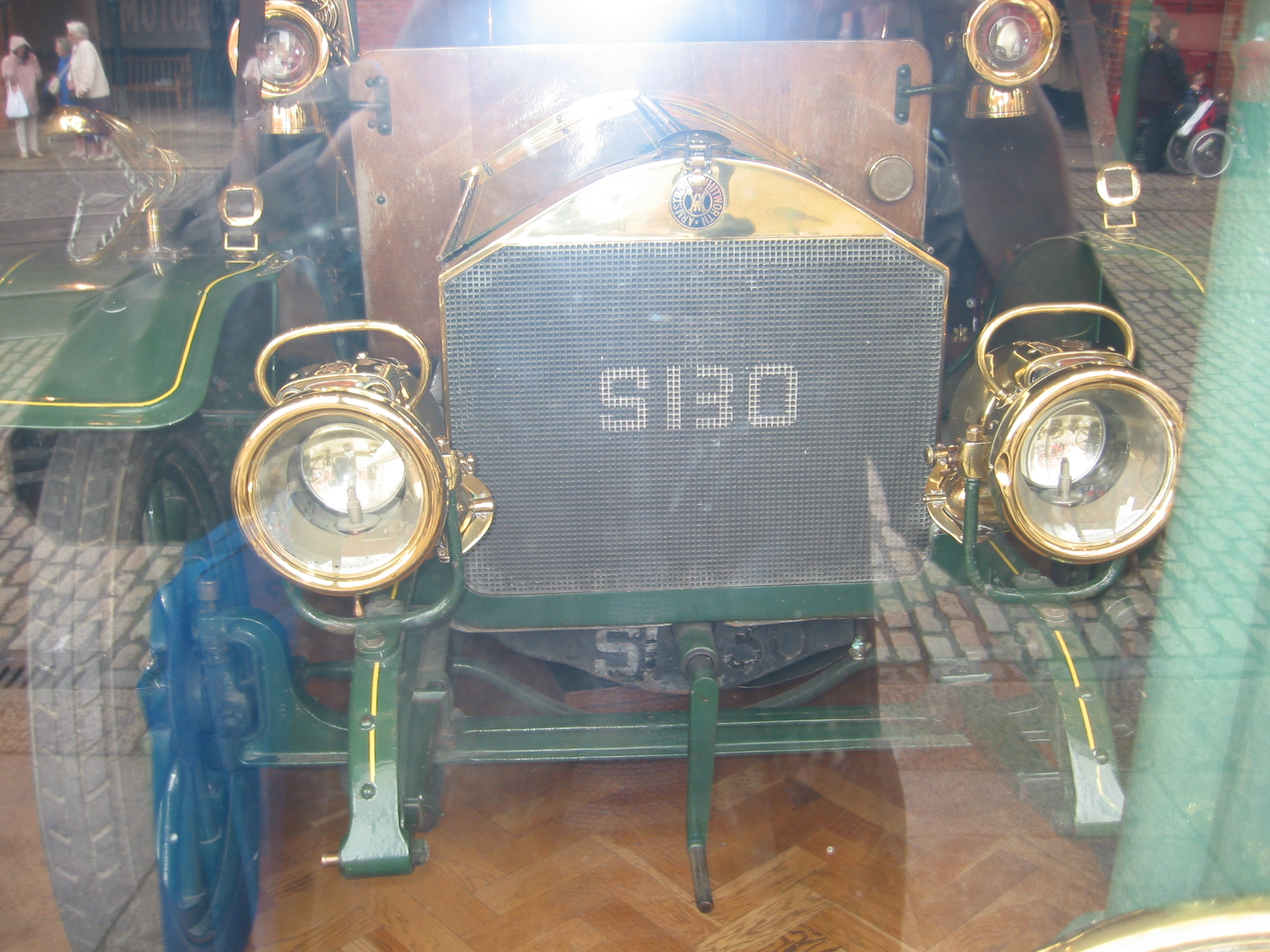
Armstrong-Whitworth 28/36HP Touring

У 1906 році з'явилася перша машина своєї конструкції, яку стали випускати під маркою Armstrong-Whitworth, це була модель 28/36. Мотор мав об'єм 4,5 літра і 4 циліндри, привід був задній, редуктор з'єднувався з 4-ступінчастою коробкою карданом.

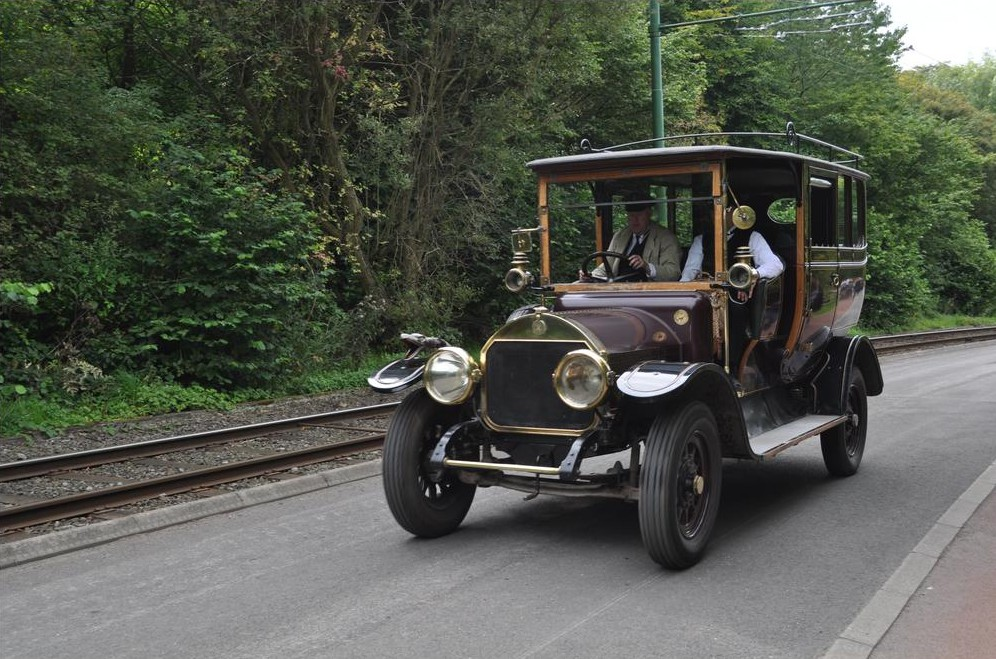
Armstrong-Whitworth 18/22HP Landaulette

Через два роки з'являється більша модель — 30НР, із збільшеним до 5 літрів мотором, і модель 40НР з мотором 7,6 літра, остання поставлялася тільки у вигляді шасі, на яке клієнт сам замовляв кузов у сторонніх постачальників. Через рік, з'являється молодша модель — 18/22НР з мотором 4,3 літра, і в 1910 році — модель 25НР з мотором всього 3,7 літра, обидві будувалися на шасі старших моделей. Всі мотори мали 4 циліндри.
У 1911 році з'являється нова модель — 12/14НР з мотором 2,4 літра, це була дрібніша модель, так, наприклад, база була коротшою на 80 см. Родзинкою був двигун-моноблок із примусовою системою змащення колінчастого валу. 1912 року з'являються 6-циліндрові мотори на моделі 30/50НР. Мотор має спочатку об'єм 5,1 літра, потім збільшується до 5,7 літра. При цьому, за замовленням на цю машину можна встановити електричне освітлення. 1913 року завод у Скотсвуді був розширений, також відкрилося відділення фірми в Опеншоу, де стали виготовляти кузови для власних потреб. Незабаром з'являються останні передвоєнні моделі: 17/25НР з мотором в три літри і 3,8-літровий 30/40НР. Під час Першої світової фірма займається виробництвом військових суден, поїздів, зброї, літаків і моторів до них, а також вантажних автомобілів і карет швидкої допомоги. Після війни компанія, яка міцно стоїть на ногах, прибирає до рук фірму Siddeley-Deasy.

## Siddeley
Джон Девенпорт Сіддлі був завзятим велосипедистом, і в 1892 році, у віці 26-ти років, був найнятий на роботу у велосипедну фірму Humber Cycle Company (яка через 4 роки почне виготовляти і автомобілі). Але через рік його переманила фірма Dunlop, що випускає пневматичні покришки для велосипедів, в якій він не тільки продавав, а й пропагував пневматику, беручи участь у спортивних заходах на велосипедах, колеса яких були взуті в покришки Dunlop.
У 1897 році він стає керуючим директором фірми Clipper Pneumatic Tyre Company, яка перепродує покришки, привезені з континентальної Європи, з його приходом фірма починає випускати пневмопокришки за ліцензією Барлетта. 1900 року, бажаючи прорекламувати свою продукцію, Сіддлі оснащує пневматичними шинами і спонсорує один Daimler для участі на «1000-мильних змаганнях». Сам же теж бере участь в змаганнях за кермом власного Daimler 6HP, який, до речі, взутий в монолітні покришки, і виграє другий приз у своєму класі (для машин цінової категорії від 300 до 500 фунтів). Після цього Сіддлі приходить до висновку, що гроші треба заробляти на автомобілях, і через рік продає фірму своєму колишньому роботодавцеві Dunlop Pneumatic Tyre Co.

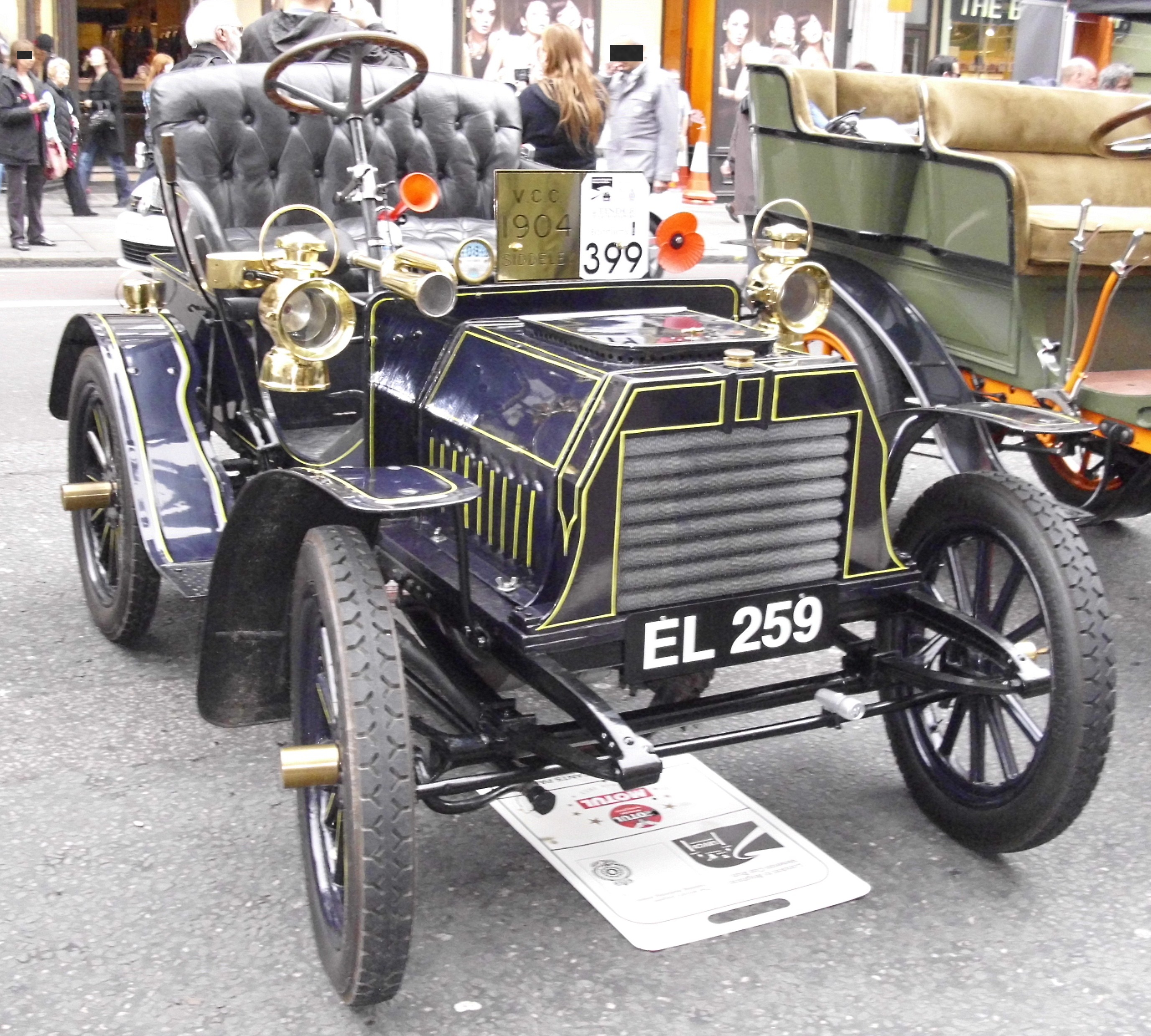
Siddeley 12HP

У 1902 році він засновує нову фірму Siddeley Autocar Co, яка продає автомобілі марки Peugeot, незабаром його фірма за підтримки Ротшильда починає встановлювати кузови Vickers, Sons & Maxim, на шасі автомобілів Peugeot і продавати ці автомобілі під маркою Siddeley.
Однак, якщо перші автомобілі цієї марки були просто перелицьованими «Пежо», то в 1904 з'являються власні моделі: одноциліндровий 6HP, двохциліндровий 12HP і чотирициліндровий 18HP. Ці машини були розроблені фірмою Wolseley і навіть випускалися на цій фірмі, але мали шильдик Siddeley на решітці радіатора. Аналогічні машини випускали і під маркою «Уолслі». Молодша модель виступила в 1904 році на змаганнях з підйому на пагорб в Герефорді і отримала за свою перемогу кубок. Шасі моделей 12НР і 18НР мали архаїчнішу і типовішу конструкцію своїх автомобілів, коробка передач передавала крутний момент за допомогою ланцюга, а не кардана. Однак мотор був просунутим, так, наприклад, дросель був регульованим і водій міг регулювати подачу паливної суміші, аналогічну конструкцію мали тоді мотори «Мерседес». Двохциліндрова машина була однією з перших, яка стала поставлятися британському військовому відомству, напевно, завдяки 1000-мильному нонстоп-пробігу з Глазго до Лондона.
На початку 1905 року фірма Siddeley будує для Лайонела де Ротшильда 100-сильний спортивний автомобіль, який він бажає виставити на відбірковому турі на Кубок Гордона, що проходив на острові Мен. Мотор був побудований в стилі 4-циліндрової моделі, де впускні клапани приводилися в дію через рокери, запалювання було подвійним, мотор і коробка кріпилися до рами через три подушки, 3-ступінчаста коробка приводила в дію задній міст через ланцюг. Не дивлячись на те, що машина була дуже швидкою, Сідні Гірлінг не дійшов до фінішу.

## Wolseley-Siddeley
Але за чотири дні до гонок, 26 травня 1905 року, відбулася інша значна подія: рада директорів фірми Wolseley Tool & Motor Car Company, а саме — Альберт і Дуглас Віккерси, вирішили викупити фірму Siddeley Autocar Company, з цього моменту фірма «Сіддлі» увійшла до складу «Уолслі», Джон Сіддлі став менеджером фірми, проте незабаром після злиття свій пост покидає Герберт Остін, який був проти злиття фірм. Після відходу Остіна його місце займає сам Сіддлі, і з цього моменту машини продаються під маркою Wolseley-Siddeley.

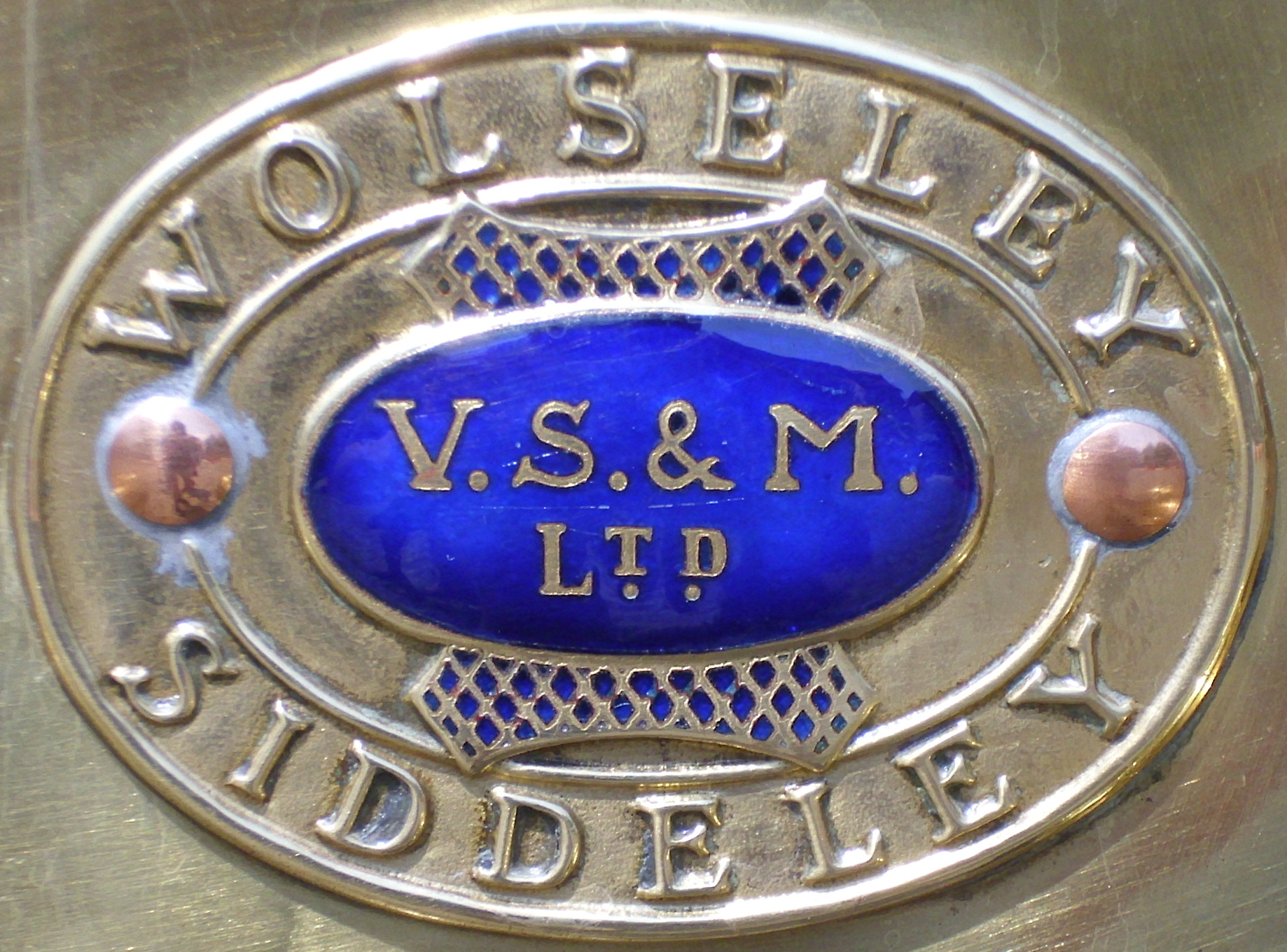
Логотип Wolseley-Siddeley

У 1906 році з'являється нова модель, спроєктована Чарльзом Рімінгтоном, це був Wolseley-Siddeley 32HP. Дві такі машини виставляються на марафон «Купе дю Матін», який розтягнеться на 9500 км і пройде по гірських ланцюгах Альп і Піренеїв. Обидві машини дійшли до фінішу, до речі, будучи єдиними британськими машинами із сорока двох виставлених екіпажів. Вони заслужили похвалу преси, яка писала, що не тільки французи, а й британці роблять якісні і надійні автомобілі, хоча в більшому класі перемогу здобули інші «не французи», а саме — німецькі «Мерседеси». Незабаром модель 18НР теж засвітилася на спортивному заході в Лондоні, де екіпаж виграв золото. У цьому ж році в Італії фірмою Fabbrica Italiana Automobili Legnanese за ліцензією починається збірка моделі 6НР.
Цікаво, що фірма продавала свої машини з пневматичними покришками «Michelin», які були заповнені матеріалом Elastes. Цей матеріал повинен був заповнювати дірку у разі проколу, проте схема чомусь не працювала і фірма отримала купу судових позовів від ошуканих рекламою клієнтів. Ці позови сильно вдарили по Wolseley-Siddeley, і якби не мільйони братів Віккерсів, то фірма би загнулася в ці дні. Однак, не дивлячись на проблеми з покришками, автомобілями цієї марки користувалися королівські особи, так королева Олександра (тітка Миколи II) і герцог Йоркський, пізніше — король Едвард VII, використовували екіпажі Wolseley-Siddeley. 1908 року італійська філія змушена була припинити виробництво автомобілів.
У 1909 році Сіддлі йде з фірми, на його місце приходить Хопвуд, і з цього моменту подальша історія стосується тільки фірми Wolseley, але ще рік фірма продавала автомобілі під брендом Wolseley-Siddeley, правда, друге ім'я писали дрібним шрифтом.

## Deasy Motor Car Manufacturing Company

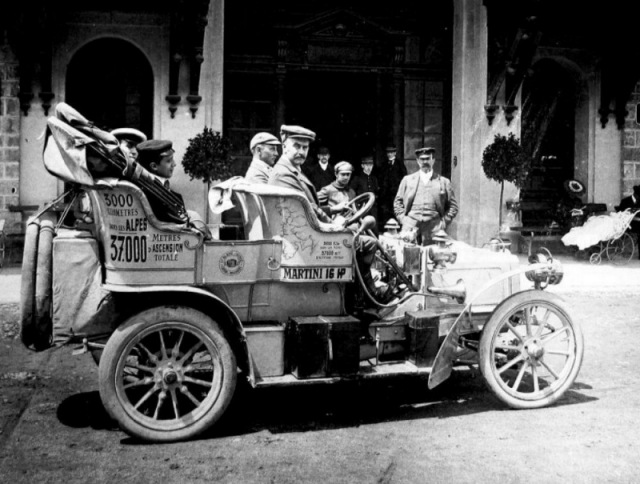
Deasy 24HP

Сіддлі переходить керувати фірмою Генрі Х'ю Дізі — Deasy Motor Car Manufacturing Co, який покинув своє дітище роком раніше. Фірма капітана Дізі займалася імпортом швейцарських автомобілів марки Martini, а з 1906 року починає випускати власну модель, розроблену інженером Льюїсом. Ця 24-сильна машина оснащувалася 4,5 л мотором, величезними гальмівними барабанами і регульованою кермовою колонкою.

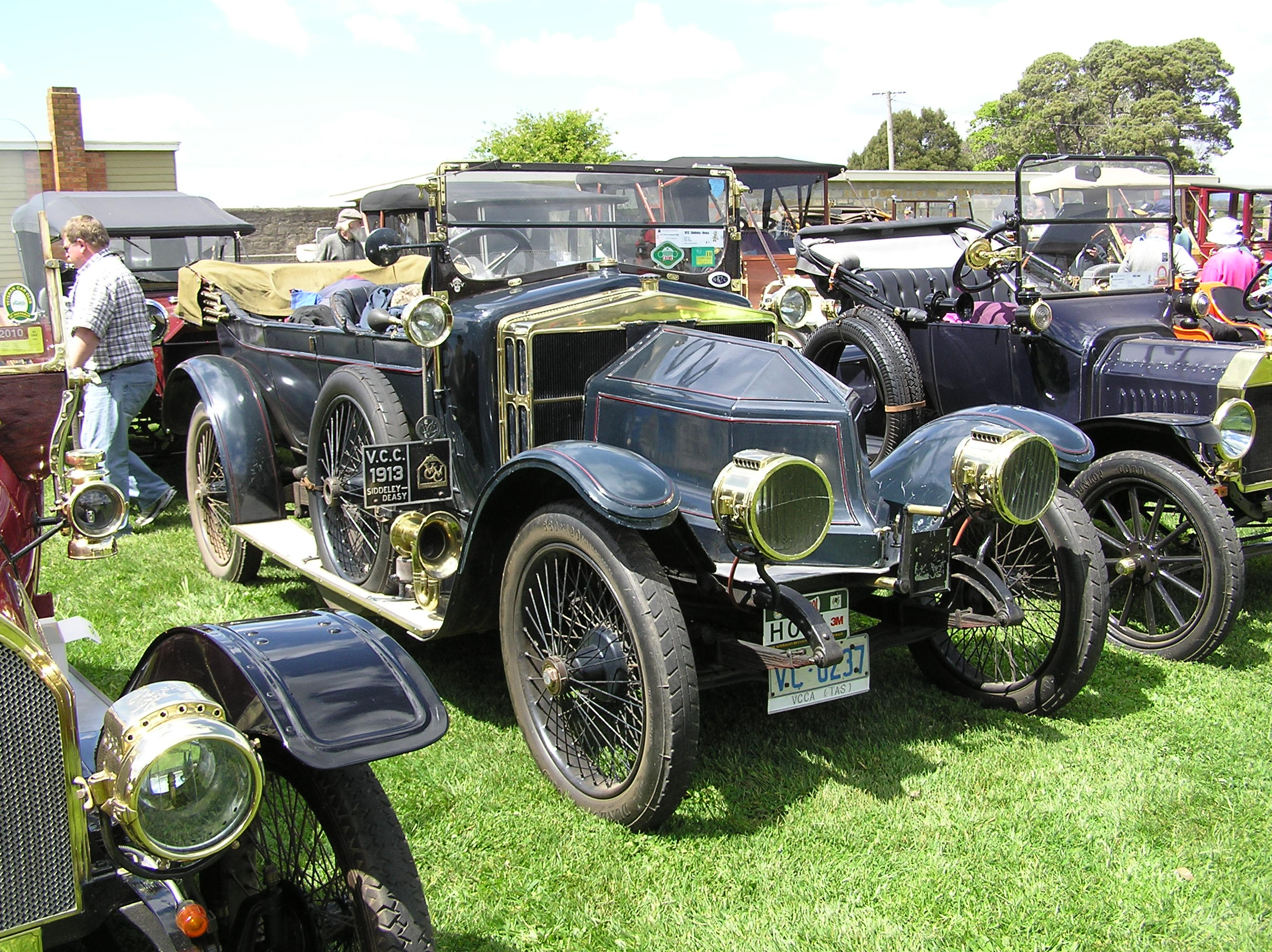
Deasy JDS 14/20HP

До 1909 року фірму охопила гігантоманія, і на той момент, коли прийшов керувати Сіддлі, було дві моделі: 35НР з мотором 8,6 л і 45НР з 12 л під капотом. Сіддлі швидко взявся за реорганізацію, і в 1910 році фірма випустила нову модель JDS з 4,1 л мотором, радіатор якої був перенесений до тильної сторони мотора, що дозволило зробити капот в стилі кришки труни. Конструкцію головної передачі і задньої підвіски підгледіли у фірми Lanchester, у якої редуктор був черв'ячного типу, а підвіска мала пружини. Ця машина стала продаватися під слоганом «Машина, яка тримає дорогу». Незабаром з'явилася молодша модель — 14/20НР, яка оснащувалася мотором 2,65 л. 1912 року рада директорів вирішує перейменувати фірму в Siddeley-Deasy Motorcar Company Limited, на честь Сіддлі, якому вдалося не тільки утримати фірму на плаву, але й зробити її успішною.

## Siddeley-Deasy
Відразу після перейменування з'являються дві нові моделі, оснащені безклапанними моторами фірми Daimler: 3,3 л 18/24НР і 6-циліндровий 5 л 24/30НР. Ці машини продаються під слоганом «Безшумний, як Сфінкс» (англ. As silent as the Sphinx).
Також з'являються моделі 12НР з 2 л мотором, 3,3 л 18/24НР, які мають традиційну клапанну систему. Двигуни для цих моделей поставляє французька фірма Aster. 1914 року з'являється ще одна 5-літрова модель — 30/36НР, яка так само має клапани. Таким чином, у виробничій програмі є два типи моделей, об'єм яких збігається, але при цьому вони мають різну конструкцію.
Ця плутанина з моделями різко зникла з початком військових дій, коли фірма переходить на виробництво літаків і двигунів до них, проте продовжуючи в невеликих кількостях постачати карети швидкої допомоги і наземним військам.

## Armstrong Siddeley
Після Першої світової справи компанії пішли несолодко, і в 1919 році фірма вирішила злитися зі стабільнішою компанією Sir W.G. Armstrong Whitworth & Co Limited, яка під час війни постачала деякі комплектуючі для авіаційних двигунів фірмі Siddeley-Deasy. Злиття двох фірм породило в травні 1919 року автомобільне відділення концерну, яке отримало назву The Armstrong Siddeley Company Limited, а моторне і авіаційне відділення концерну отримало назву Armstrong Whitworth Development Co.

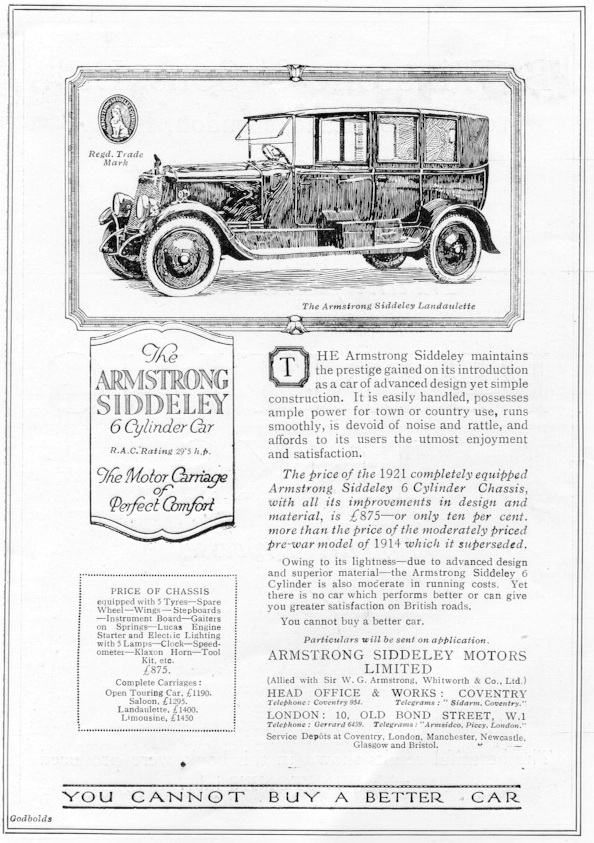
Armstrong Siddeley 30HP Limousine

Перший автомобіль з'являється до 1919 року, однак, що цікаво, фірма вирішила почати виробничу програму не з доступнішої меншої машини, а з 5-літрової 6-циліндрової 30НР. Машина була великою і масивною, мала нетипові для того часу колеса — дискові, а не артилерійського чи велосипедного типу. Автомобіль, який випускали до 1931 року, мав попит у аристократії (такий же був у Георга V).
І хоча машина не мала безшумних безклапанних моторів, було вирішено експлуатувати тему Сфінкса, фігурку якого розмістили на радіаторій пробці. Цей автомобіль був надійним, не шалено дорогим і при цьому з низькими експлуатаційними витратами, і саме такий автомобіль вибрав собі герцог Уельський як щоденний транспортний засоб.

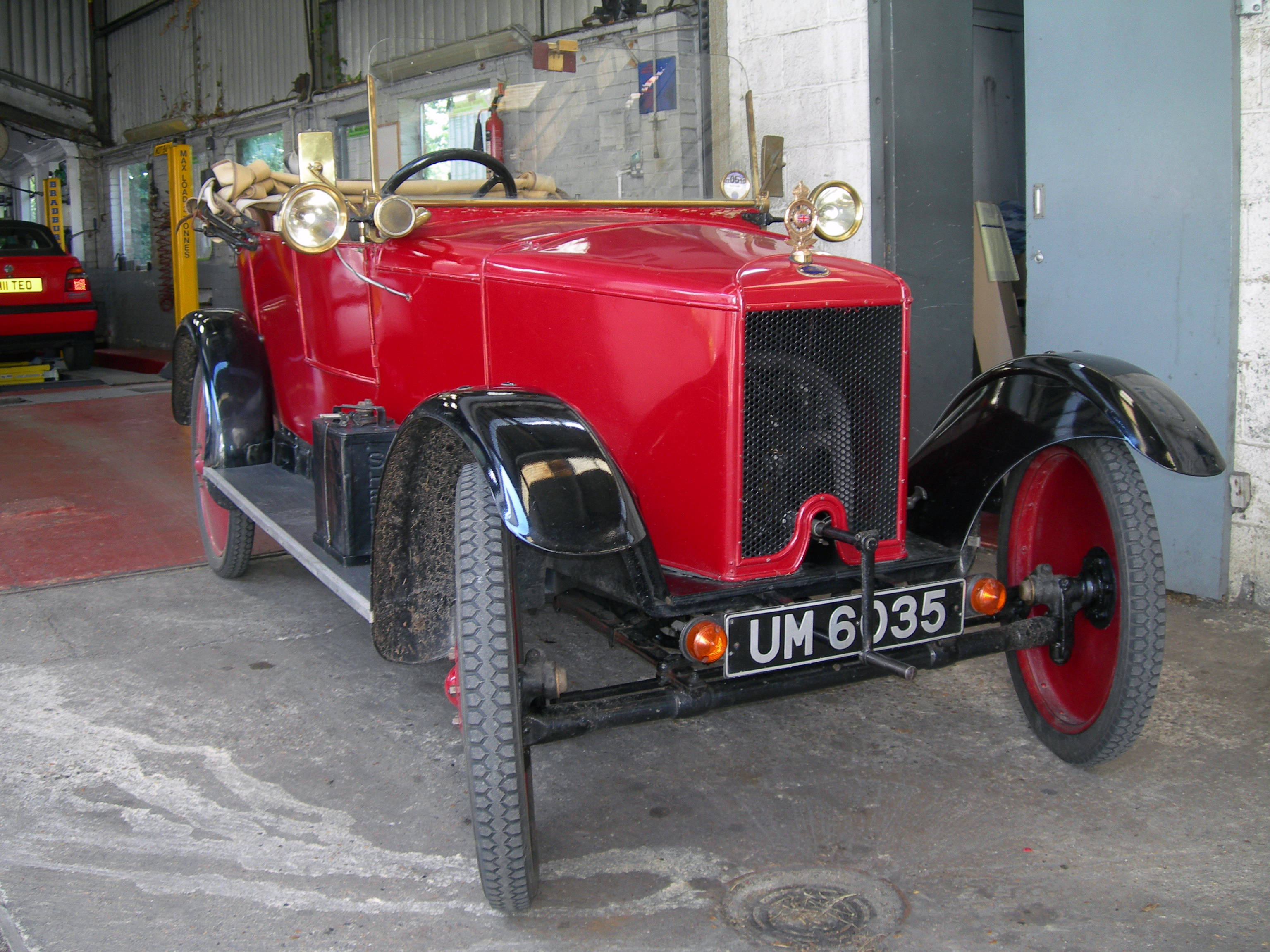
Stoneleigh 8HP

Але одними дорогими машинами ситий не будеш, і тому наприкінці 1921 року з'являється доступніша 2,4-літрова версія — 18НР, яка зовні відрізнялася від старшого побратима хіба тільки габаритами. Але й цього здалося мало, тому незабаром з'являється 1 л 2-циліндрова машина, мотор якої має повітряне охолодження, але власники компанії розсудливо вирішили просувати цю машину під іншою маркою — Stoneleigh, щоб не псувати імідж Armstrong Siddeley. До речі кажучи, таку назву в 1910—1911 роках фірма Deasy Motors вже використовувала, випускаючи доступну 2-літрову машину 12НР, оснащену безклапанним мотором британської фірми «Daimler», також під цією маркою тоді випускали комерційні автомобілі.
Не дивлячись на постійно успішну участь у різних змаганнях, економічний успіх не супроводжував марку, і виробництво цих автомобілів припинили в 1924 році.

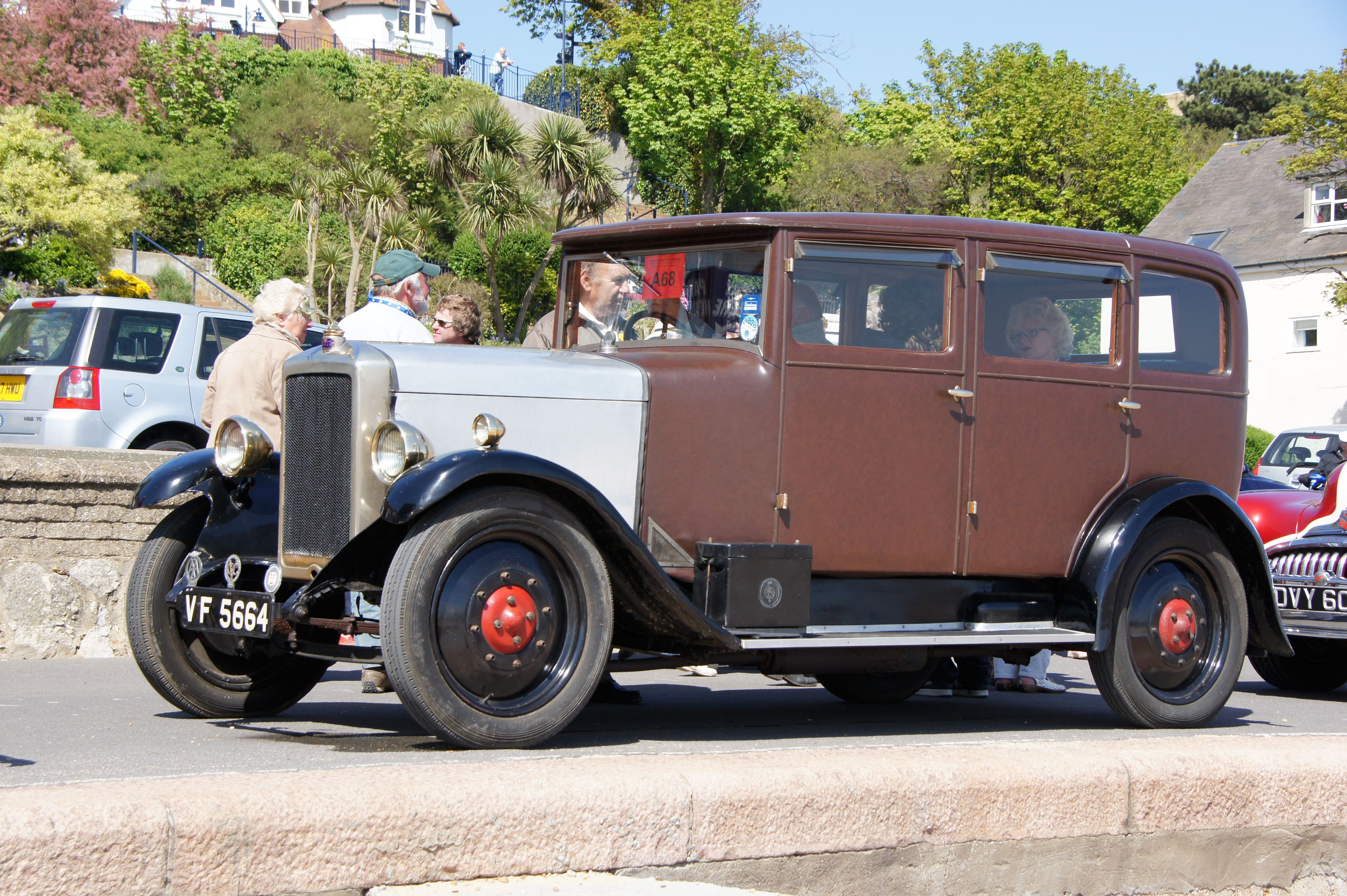
Armstrong Siddeley 4/14HP Tourer

Тим часом, у 1923 році, з'являється ще одна модель під маркою AS — 4/14HP, ця машина має під капотом 4-циліндровий 2-літровий мотор, проте, на відміну від двох старших братів, вона має не гострий V-подібний дизайн радіатора, а традиційний — плаский.
Машина мала і спортивну версію з V-подібним лобовим склом, яка розвивала 75 км/год.
З 1924 року 18НР і 30НР в базовому оснащенні комплектуються гальмами всіх коліс. 1925 року модель 18НР отримує новий мотор об'ємом 2,9 л, і машину перейменовують в 18/50НР. Через два роки всі машини отримують централізовану систему змащення шасі, і гальма тепер стоять на всіх моделях.
Але до 1927 року концерн потрапив у скрутне фінансове становище, і його прибрав до рук концерн Vickers, утворивши ще більший концерн — Vickers-Armstrong. Сіддлі ж усіма зусиллями намагається викупити автомобільне відділення і, заручившись підтримкою банку, викуповує підприємство, перейменовуючи в його Armstrong Siddeley Development Co Ltd.
У листопаді 1927 року з'являється нова модель — 15HP з 6-циліндровим 1,9 л мотором, а згодом з'являється ще менший автомобіль з шістьма циліндрами — 12НР, під його капотом знаходиться моторчик об'ємом всього 1,2 л. 1929 року всі автомобілі на замовлення можна оснастити преселективною коробкою передач типу Уїлсона. Постачальником була спільна фірма Уїлсона і Сіддлі, яку вони заснували в самому кінці 1928 року — Self-Changing Gears, а модель 4/14НР знімають з виробництва.

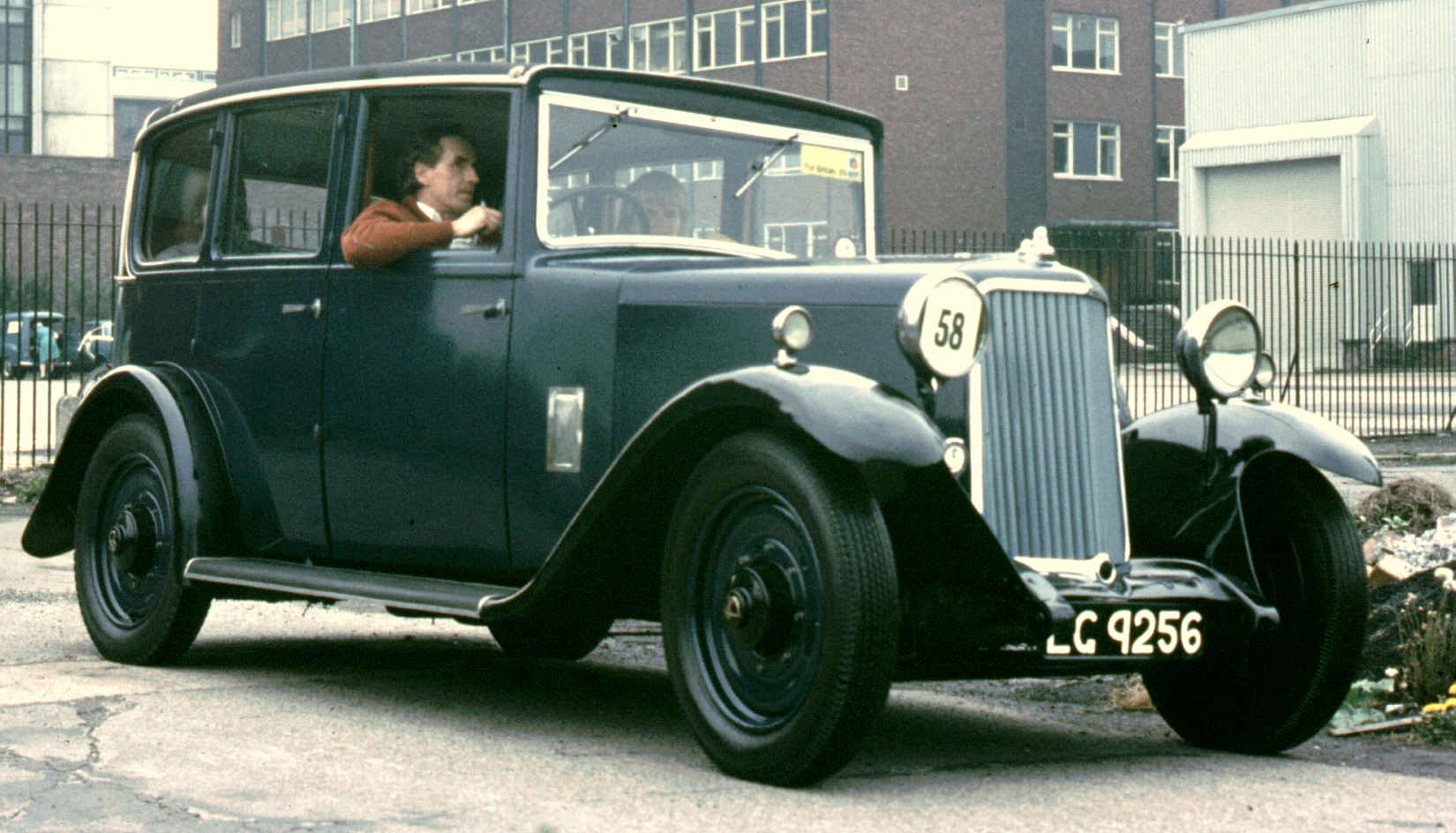
Armstrong Siddeley 24HP

До 1931 року модель 12НР отримує мотор зі збільшеним ходом поршня, що дозволило збільшити об'єм до 1,4 л.
Модель 15НР отримує два варіанти бази: коротка версія оснащується 3-ступінчастою трансмісією, а 15НР Long — 4-ступінчастою. Модель з мотором 2,9 л перейменували в 20НР і також пропонували в 2-х базах. У цьому ж році Armstrong Siddeley із закритим кузовом отримує Гран-прі Монте-Карло.

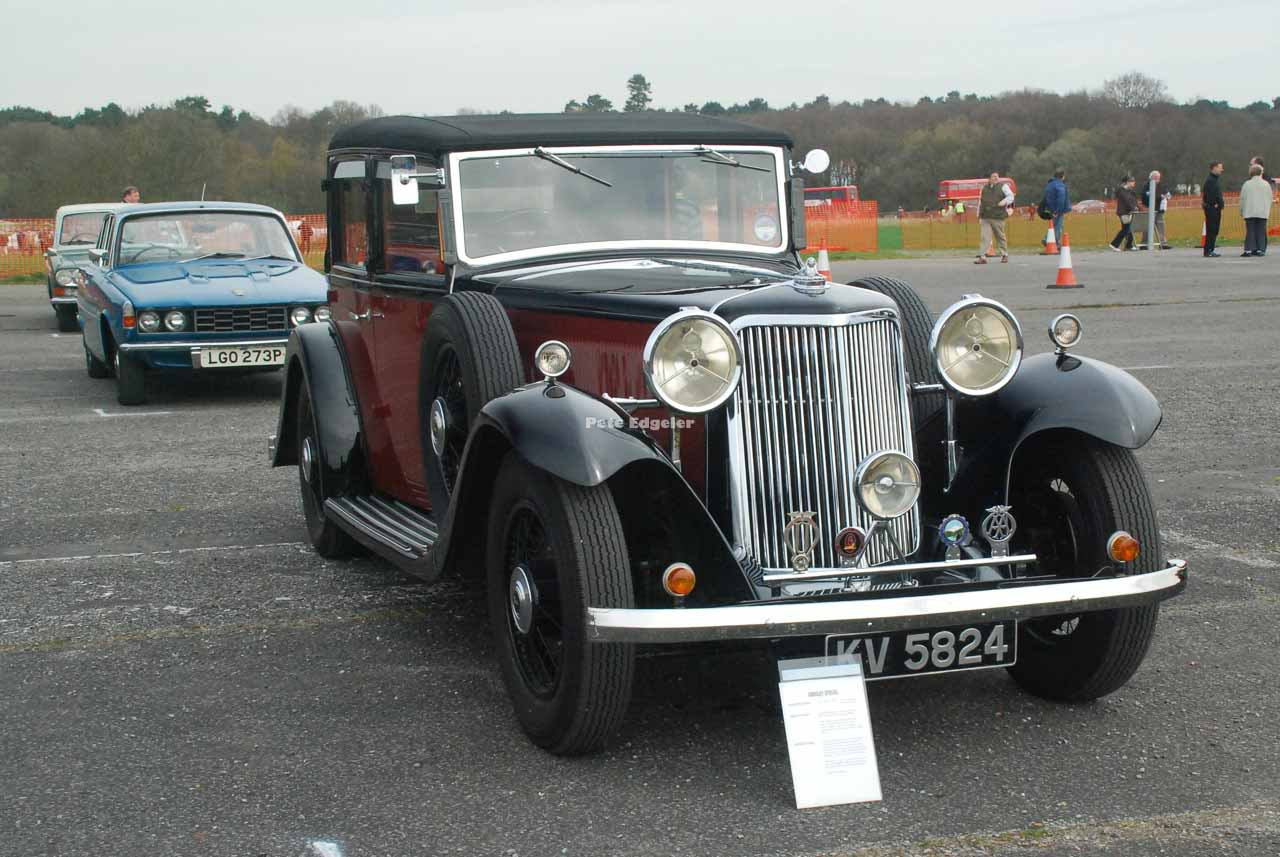
Armstrong Siddeley Siddeley Special Limousine Hooper

Восени 1932 року показують Siddeley Special з мотором, виконаним з алюмінієвого сплаву «Гідумініум», який застосовувався тільки в авіаційних двигунах, його об'єм дорівнював 5,0 л, а потужність — 124 к. с. Ця машина розвивала швидкість до 149 км/год. Ця машина прийшла на зміну моделі 30HP, яку випускали з 1919 року.
У тому ж році Сіддлі був посвячений у лицарі за внесок у промисловість Англії.
У 1933 році всі машини стали стандартно оснащуватися преселективною коробкою передач, вони просувалися на ринку під слоганом «Автомобілі для дочок джентльменів». Також у цьому сезоні на Ле-Ман виставляється модель «Спешл», яка не доходить до фінішу, після чого фірма вирішує не захоплюватися спортивними заходами. Через рік з'являється модель 17НР з 2,4 л мотором потужністю 60 к. с., її пропонують в трьох версіях: Спорт (коротка), Стандарт і Лонг (довга).

## Armstrong Siddeley в складі Hawker Aircraft

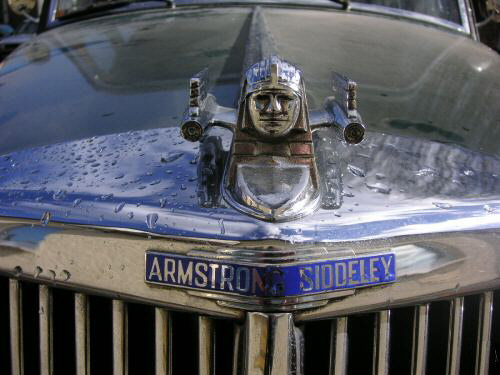
Емблема Armstrong Siddeley

У 1935 році Hawker Aircraft купує Armstrong Siddeley Development Co, Sir W.G. Armstrong Whitworth Aircraft Ltd і Armstrong Siddeley Motors, щоб створити концерн Hawker Siddeley, сер Джон Сіддлі йде на пенсію, а главою новоствореного концерну стає піонер британської авіації сер Томас Сопвіт. Наприкінці року з'являється 12HP Plus з 1,7 л 45-сильним 6-циліндровим мотором, який стоїть на сходинку вище моделі 12НР, знятої з лінії в 1937 році, а роком раніше 12+ перейменовують в 14НР. Також в 1936 році на зміну моделі 20НР з'являється 20/25НР з 3,7 л мотором потужністю 85 к. с.
До речі, точно таку ж машину купили королівський двір Данії та Невілл Чемберлен. У вересні 1938 року з'являється остання передвоєнна модель — 16НР з 2,0 л мотором потужністю 62 к. с.

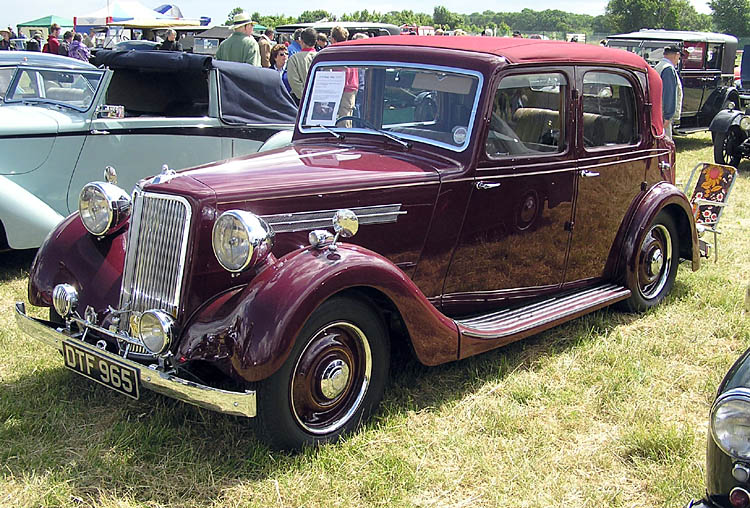
Armstrong Siddeley 16НР Touring Saloon

Виробництво машин припинилося в 1940 році, хоча кілька машини було доставлено замовникам вже під час Другої світової війни, в 1941 році.
З початком війни концерн повністю перейшов на виробництво авіаційної техніки та комплектуючих, і благополучно дожив до кінця війни.

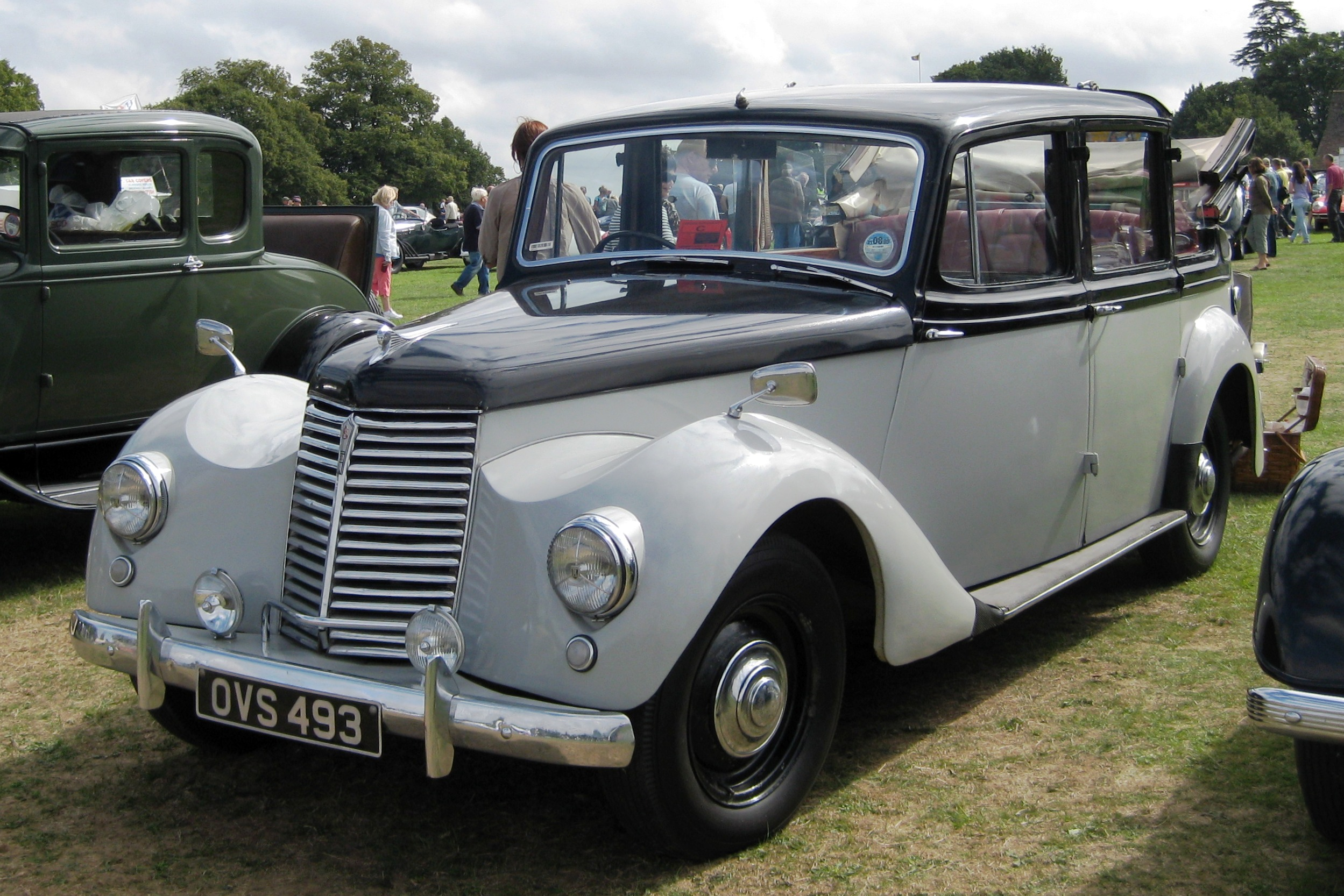
Armstrong Siddeley Lancaster 16HP

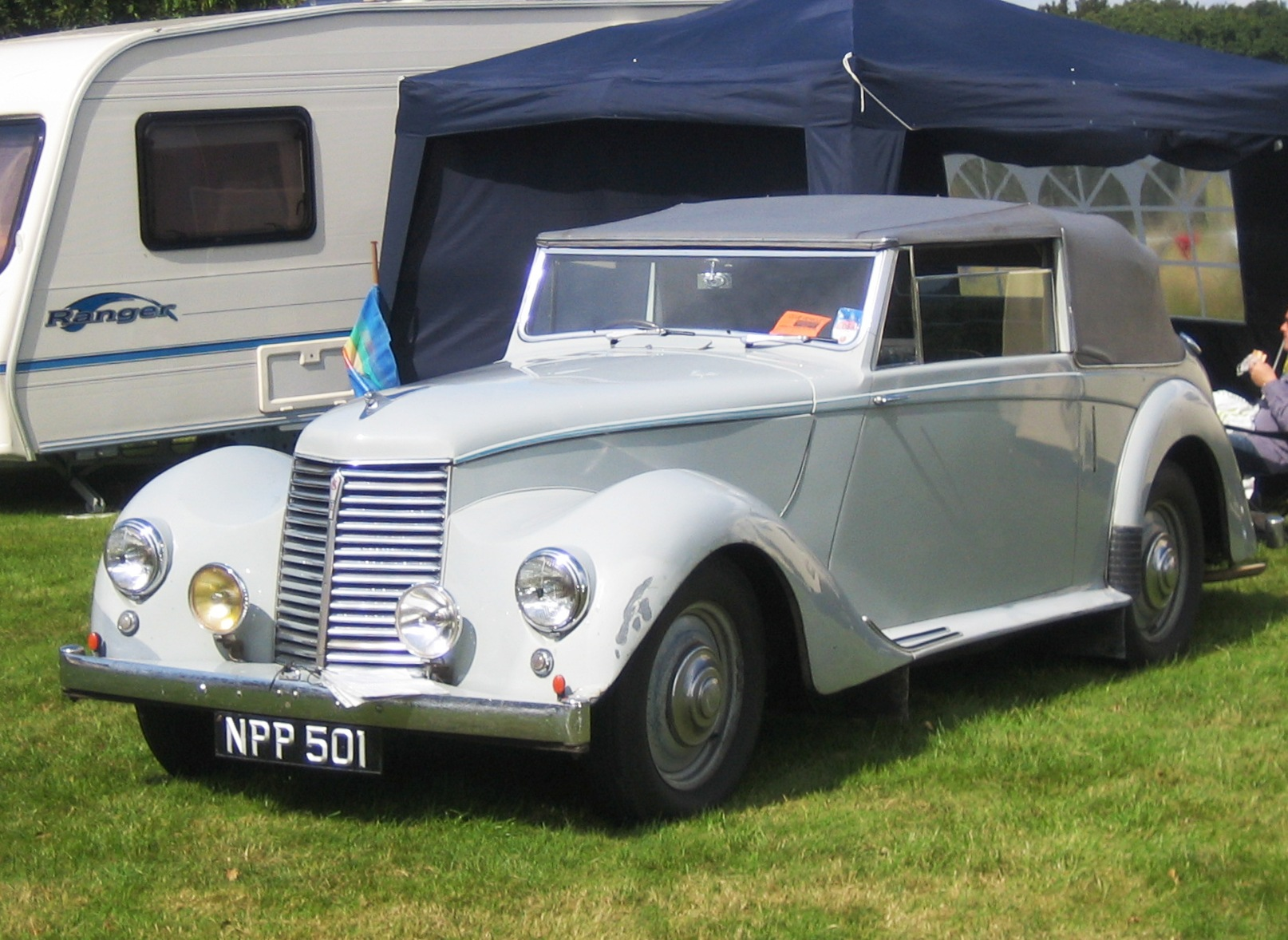
Armstrong Siddeley Hurricane 16HP

11 травня 1945 року Armstrong Siddeley демонструє публіці перший британський післявоєнний автомобіль, який мав передню незалежну підвіску коліс і гідромеханічний привід гальм (спереду — гідравліка, ззаду — тросове з'єднання). Автомобіль оснащувався 2-літровим мотором, яким комплектувався довоєнний 16НР, з тією лише різницею, що віддача піднялася з 62 до 70 к. с., і 4-ступінчастою коробкою передач Уїлкінсона. За замовленням машину можна було оснастити і звичайною мануальною коробкою передач. У травні були представлені дві моделі — 4-дверний седан Lancaster і кабріолет (Drophead Coupe) — Hurricane. Обидві моделі були названі на честь військових літаків Другої світової, які випускав концерн. Кузови поставлялися з Бірмінгема фірмою Mulliners Ltd.

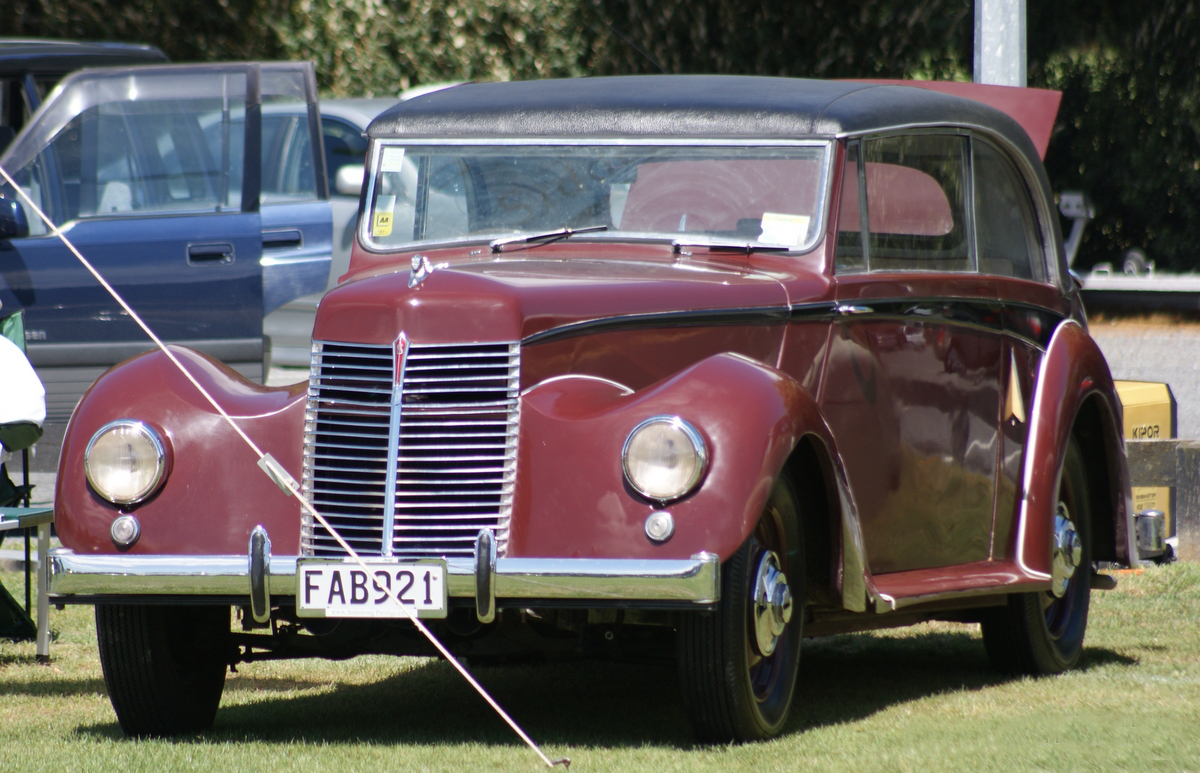
Armstrong Siddeley Typhoon 16HP

Проте їх виробництво почалося тільки в листопаді, а вже в серпні 1946 року з'являється версія купе — Typhoon (також з літаковим ім'ям).
У 1948 році відкрита версія отримує новий, нижчий капот для полегшення огляду, а ще в квітні 1949 року машини отримують індекс 18НР, бо замість 2-літрових моторів вони отримують новий — 2,3 л потужністю 75 к. с., однак слабші версії також випускалися до вересня цього року, тоді ж знімають з виробництва версію купе — Typhoon.

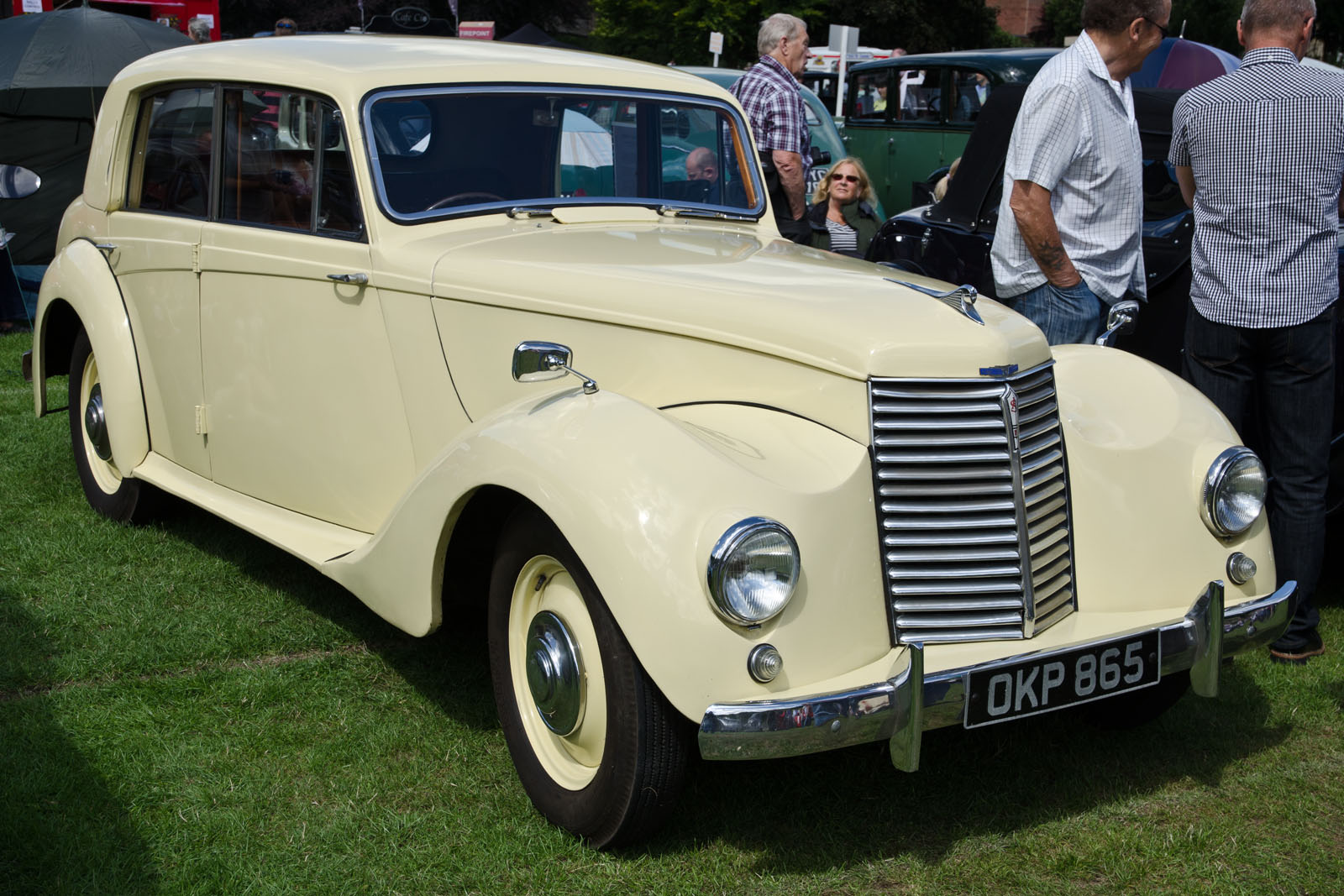
Armstrong Siddeley Whitley 18HP

Також в 1949 році з'являється модель Armstrong Siddeley Tempest, по суті той же Lancaster, однак з квадратнішою задньою частиною кузова і 4-ма бічними вікнами замість 6-ти. Їх було побудовано шість штук, з яких 5 автомобілів було відкликано та знищено фірмою, а покупцям передані автомобілі моделі Whitley 18HP, практично ідентичні машини, тільки з доробленими вузлами.

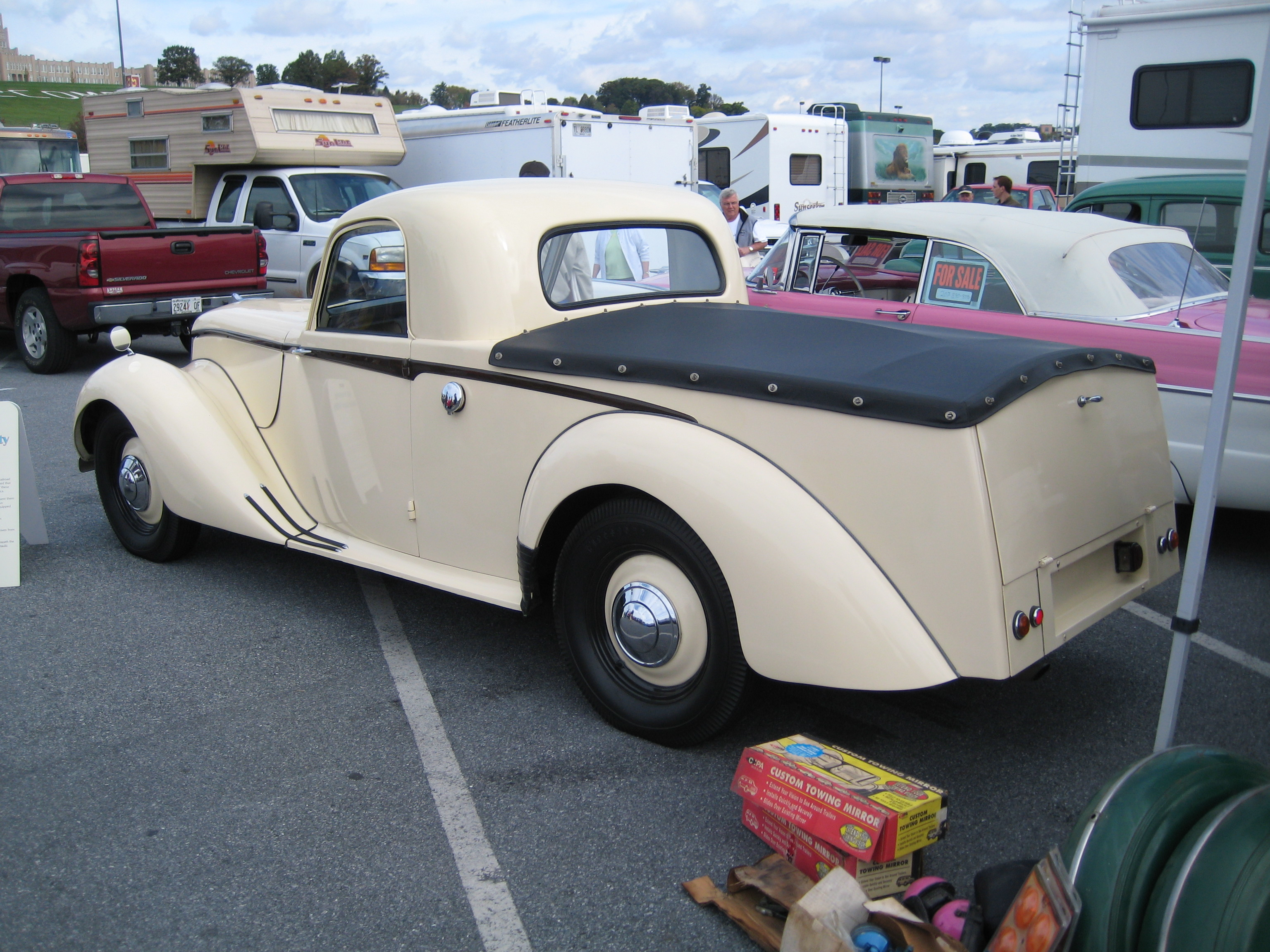
Armstrong Siddeley Utility Coupe 18HP

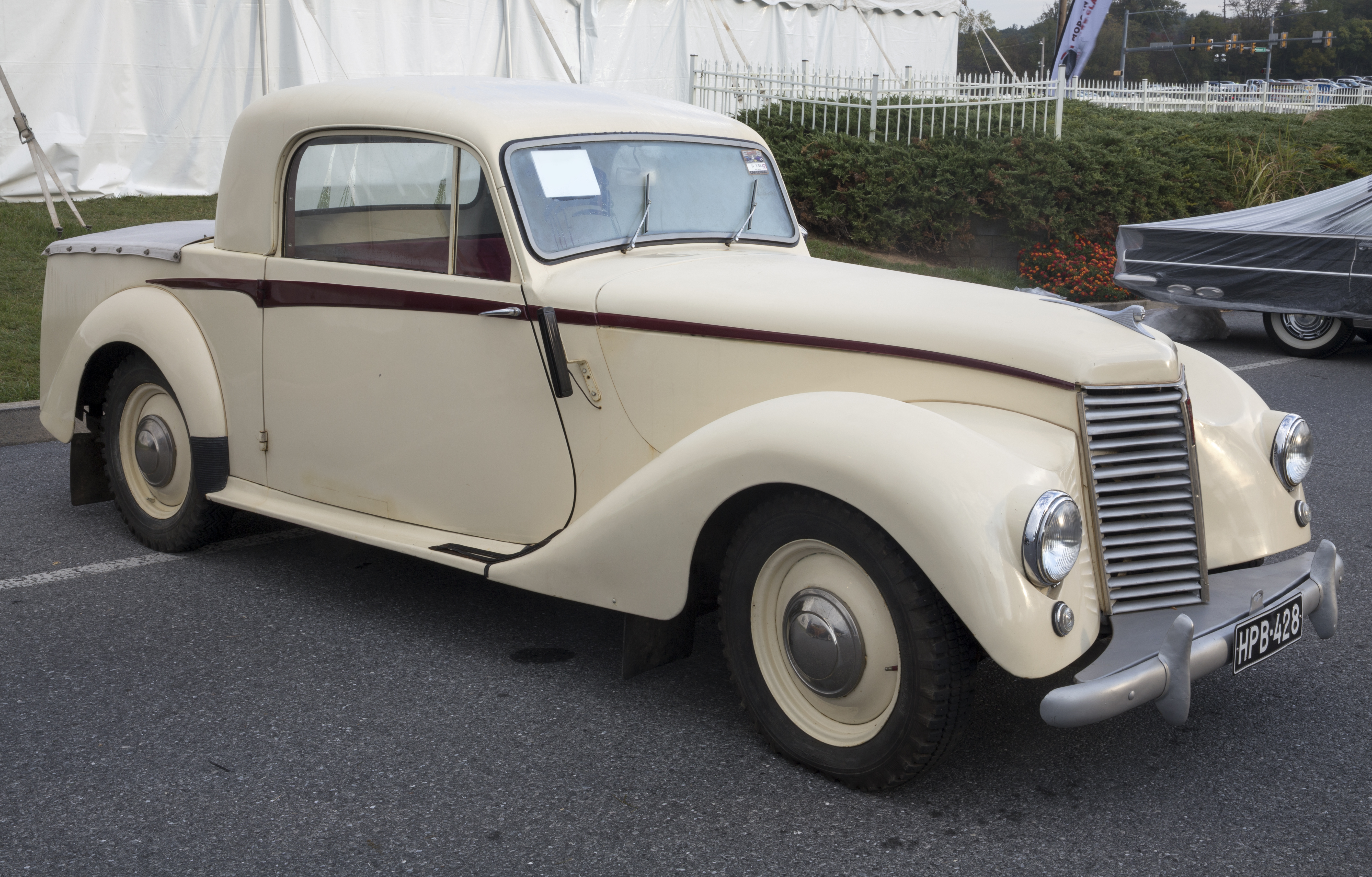
Armstrong Siddeley Station Coupe 18HP

Тоді ж для австралійського ринку з'являються версії пікап, затребувані на «континенті кенгуру». Station Coupe мав довгі двері (від кабріолета) і 4-місний салон, версія Utility Coupe — коротші двері від седана і 2-місну кабіну.
Виробництво пікапів, кабріолета і седана Lancaster тривало до березня 1952 року, коли Whitley отримав версію з подовженою колісною базою, а також варіант з 6-віконним кузовом седан.

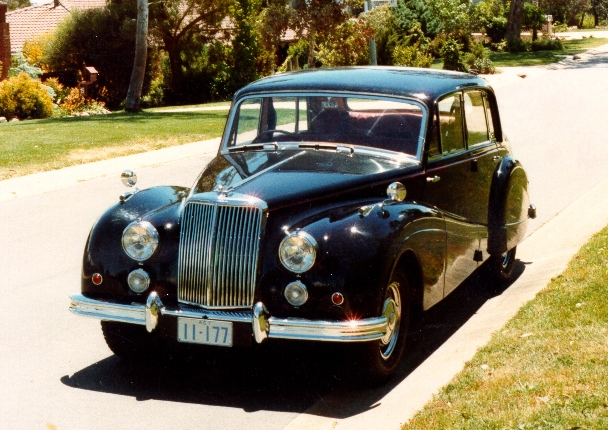
Armstrong Siddeley Sapphire 346 6-light saloon

Версія з довгою базою стає донором для варіантів з кузовами лімузин і ландоле. Крім цього, в 1952 році з'являється Sapphire 346 — автомобіль з 3,4 л мотором потужністю 120 к. с., який може оснащуватися мануальною або преселективною 4-ступінчастою коробкою передач. Підвіска передніх коліс стала пружинною, в той час як попередня модель оснащувалася торсіонною. Кузов був або 4-, або 6-віконним. Машина оброблялася дорогою обшивкою і мала обігрівач салону в базовій комплектації.
У 1953 році припиняється виробництво автомобілів Whitley, Sapphire 346 є єдиною моделлю до 1955 року. 1954 року модель зазнала невеликих змін, здебільшого технічних, так тепер автомобіль можна було замовити і з 4-ступінчастою автоматичною коробкою передач фірми Rolls-Royce, а також версію з 2-ма карбюраторами, яка видавала 150 к. с.

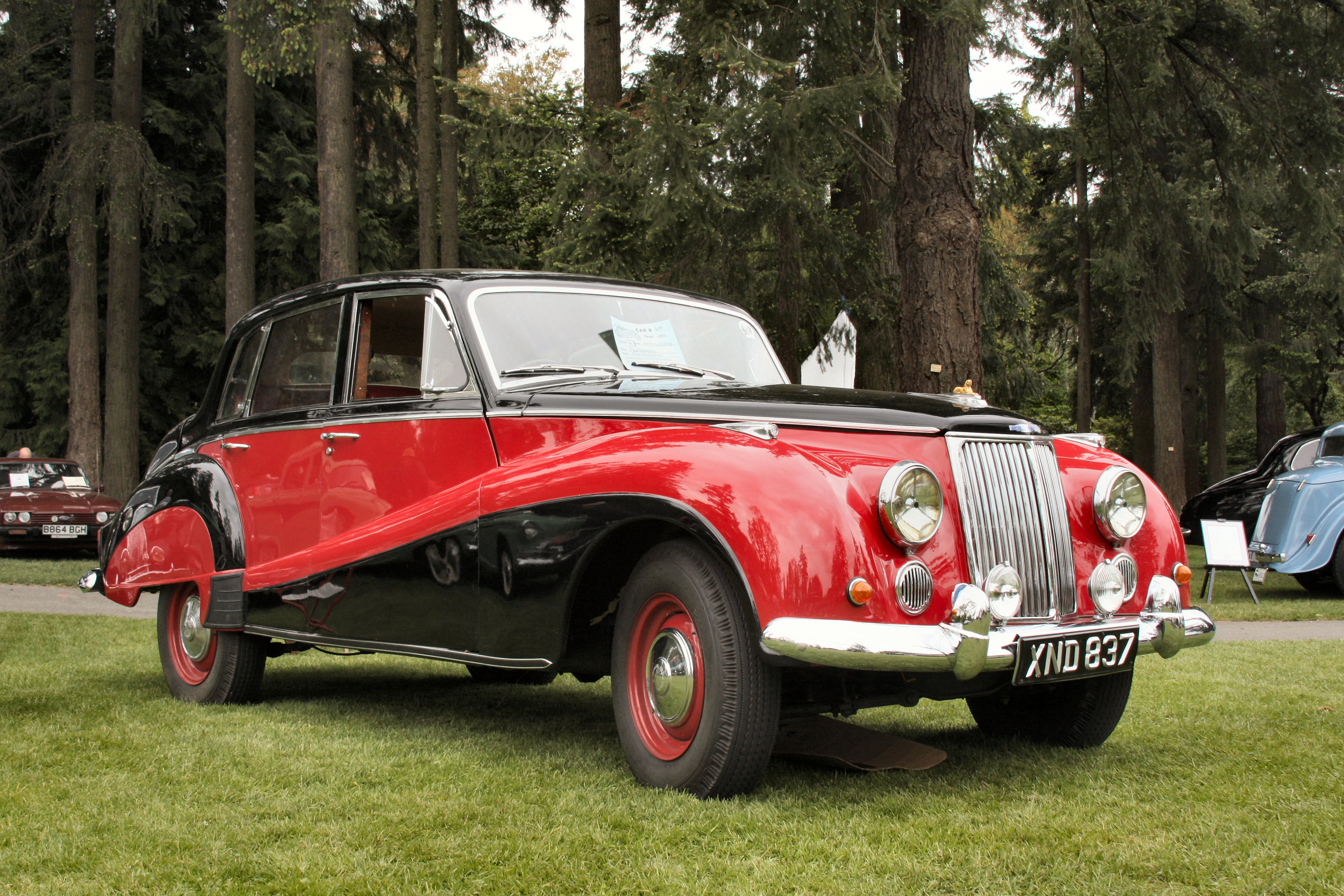
Armstrong Siddeley Sapphire 346 MkII Limousine

У 1955 році машина знову отримала ряд оновлень, з'явилися електричні склопідйомники, регульовані амортизатори, гідропідсилювач керма (вперше на британській машині), також з'являється подовжена на 45 см версія, базовий однокарбюраторний мотор, форсований до 125 к. с. Ці машини отримують індекс Sapphire 346 MkII.

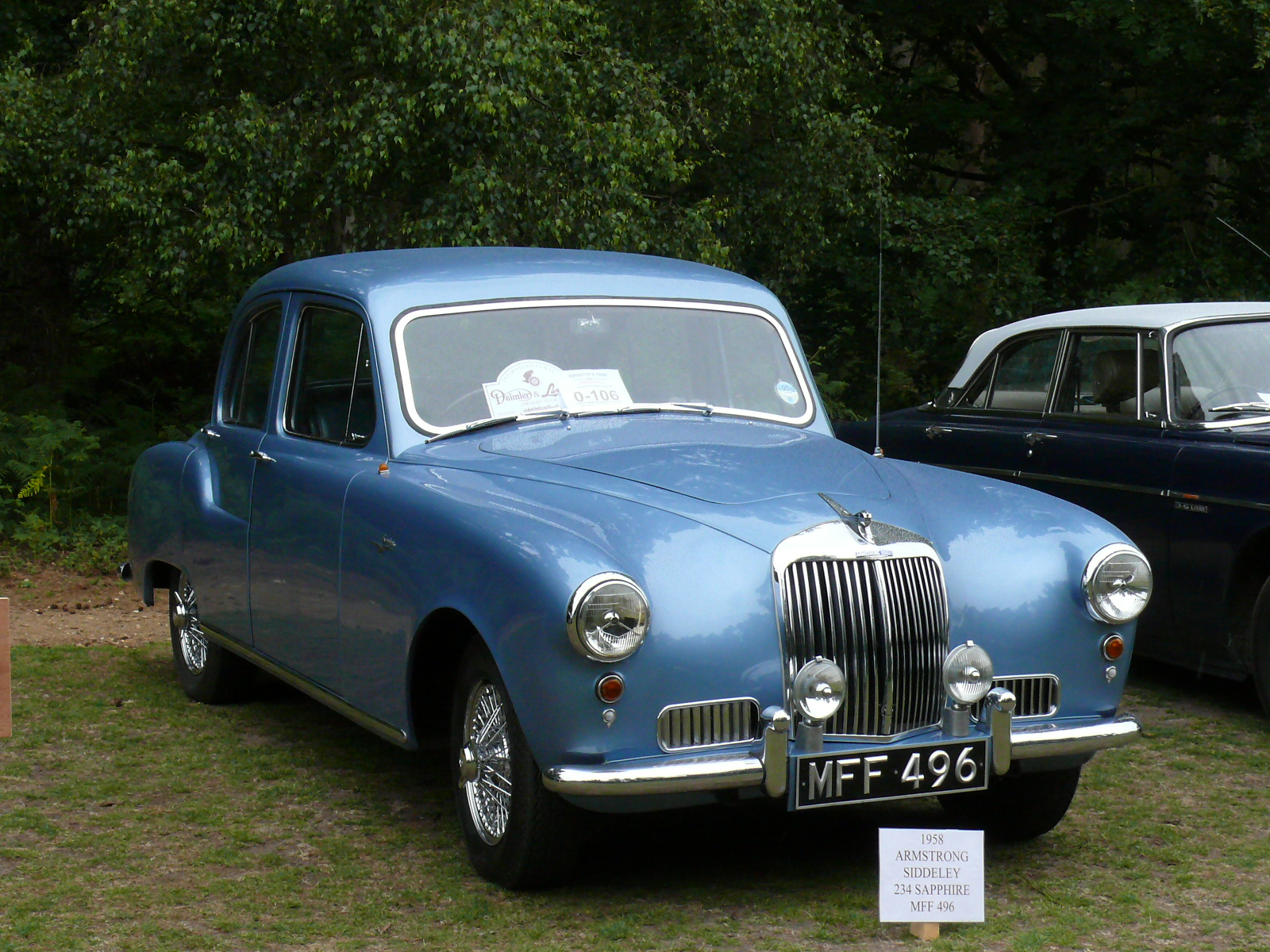
Armstrong Siddeley Sapphire 234

У цьому ж сезоні з'являються молодші моделі Sapphire — 234 і 236. Обидві машини були ідентичні зовні, обидві мали 2,3 л мотор, але перший варіант оснащувався 4-циліндровим 120-сильним мотором і 4-ступінчастою мануальною коробкою, а 236 — мотором 2,3 л 85 к. с., знайомим по старій лінійці з індексом 18НР. За замовленням 6-циліндрову версію можна було купити з автоматичним зчепленням системи Lockheed Manumatic.
Що цікаво, 4-циліндрова версія розганялась до 160 км/год, в той час як 6-циліндровий автомобіль упирався в 135 км/год, звичайно, це залежало від потужності мотора, тому не дивно, що 234 випустили на цілих 200 штук більше (803:603 проданих авто).

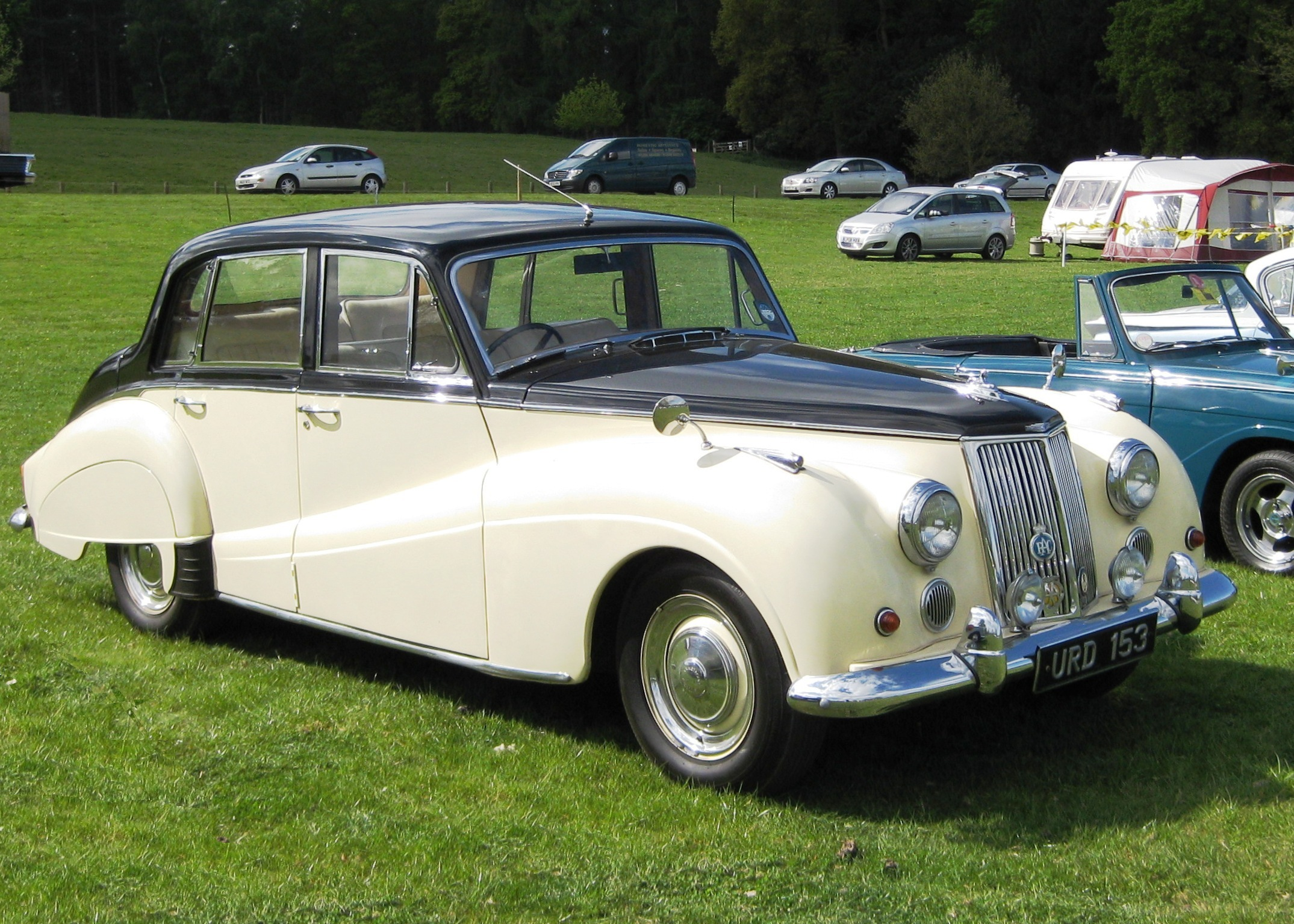
Armstrong Siddeley Star Sapphire

У 1958 році серії 234, 236 і 346 знімаються з виробництва, як не дивно, молодші моделі розходилися зі скрипом, дорожчу 346 виготовили в кількості трохи менше 8000 екз. Тому було вирішено доопрацювати її. Машина отримує 4,0 л мотор, оснащений двома карбюраторами «Зеніт», що дозволяє знімати 167 к. с. Гальма — з гідравлічним підсилювачем, так само, як і кермове управління. Передні гальма були дисковими, вперше на британській машині, коробка передач — тільки автоматична, фірми «Борг Уорнер». Важка машина розганялась до 160 км/год, а до ста у неї йшло 14,8 секунди. Кузов машини був перероблений, і новинка отримала назву Star Sapphire.
Тоді ж концерн об'єднується з фірмою Bristol Engine Co, як результат утворюється компанія Bristol Siddeley.
У 1960 році з'являється лімузин, мотор дефорсований до 145 к. с., ручна коробка передач є базовою. Мабуть, вважалося, що найманий водій впорається і з важелем ручної коробки, але проте 12 панів замовило для себе версію з автоматичною коробкою передач. Також в 1960 році був підготовлений оновлений варіант автомобіля: його оснастили кондиціонером, а в зовнішності додали здвоєні фари.

## Armstrong Siddeley в складі Bristol Siddeley. Закриття компанії
Однак компанія встигла побудувати всього один автомобіль, тому що в липні, після реструктуризації, концерн Bristol Siddeley вирішує закрити автомобільну програму і присвятити себе суто авіакосмічній промисловості, в 1966 році компанія вчергове зливається, цього разу з концерном Rolls-Royce, відділення носить ім'я Hawker Siddeley Aviation. Ім'я сера Джона Сіддлі зникає з назви компанії в 1992 році, коли British Aerospace був реструктуризований. 1972 року Rolls-Royce продав всі права, запчастини, креслення, патенти Armstrong Siddeley Motors Ltd клубу шанувальників цієї марки.

## Продукція компанії

### Авіаційні двигуни
- Armstrong Siddeley Cheetah
- Armstrong Siddeley Civet
- Armstrong Siddeley Cougar
- Armstrong Siddeley Deerhound
- Armstrong Siddeley Genet
- Armstrong Siddeley Genet Major
- Armstrong Siddeley Hyena
- Armstrong Siddeley Jaguar
- Armstrong Siddeley Leopard
- Armstrong Siddeley Lynx
- Armstrong Siddeley Mongoose
- Armstrong Siddeley Ounce
- Armstrong Siddeley Panther
- Armstrong Siddeley Serval
- Armstrong Siddeley Tiger
- Armstrong Siddeley ASX
- Armstrong Siddeley Python
- Armstrong Siddeley Double Mamba
- Armstrong Siddeley Mamba
- Armstrong Siddeley Sapphire
- Armstrong Siddeley Adder
- Armstrong Siddeley Viper
- Armstrong Siddeley Snarler
- Armstrong Siddeley Boarhound
- Armstrong Siddeley Stentor

## Список автомобілів Armstrong Siddeley
- 1919 — Armstrong Siddeley 30HP
- 1921 — Armstrong Siddeley 18HP
- 1923 — Armstrong Siddeley 4/14HP
- 1925 — Armstrong Siddeley 18/50НР
- 1926 — Armstrong Siddeley 20HP
- 1927 — Armstrong Siddeley 15HP
- 1928 — Armstrong Siddeley 15/6HP
- 1929 — Armstrong Siddeley 12HP
- 1933 — Armstrong Siddeley Siddeley Special
- 1935 — Armstrong Siddeley 17HP
- 1936 — Armstrong Siddeley 12+ (14HP)
  - Armstrong Siddeley 20/25HP
- 1938 — Armstrong Siddeley 16HP
- 1945 — Armstrong Siddeley Lancaster
  - Armstrong Siddeley Hurricane
- 1946 — Armstrong Siddeley Typhoon
  - Armstrong Siddeley Tempest
- 1949 — Armstrong Siddeley Whitley
- 1952 — Armstrong Siddeley Sapphire 346
- 1955 — Armstrong Siddeley Sapphire 234
  - Armstrong Siddeley Sapphire 236
- 1958 — Armstrong Siddeley Star Sapphire
- 1960 — Armstrong Siddeley Star Sapphire Mk II

## Галерея
|  |  |  |  |
|  |  |  |  |
|  |  |  |  |
|  |  |  |  |
|  |  |  |  |

|  |  |  |  |
|  |  |  |  |
|  |  |  |  |
|  |  |  |  |
|  |  |  |  |
|  |  |  |  |